# کولوزیمی
کولوزیمی (به ایتالیایی: Colosimi) یک کومونه در ایتالیا است که در استان کزنتزا واقع شده‌است.

## خصوصیات
کولوزیمی ۲۴ کیلومترمربع مساحت و ۱٬۴۱۵ نفر جمعیت دارد و ۸۵۰ متر بالاتر از سطح دریا واقع شده‌است.